# Бирюзов, Сергей Семёнович
Серге́й Семёнович Бирюзо́в (5 (18) августа 1905 (по официальным данным 8 (21) августа 1904) — 19 октября 1964) — советский военачальник, Маршал Советского Союза (11.03.1955), Герой Советского Союза (01.02.1958). Начальник Генерального штаба Вооружённых сил СССР (1963—1964). Член ЦК КПСС (1961—1964).

## Биография
Родился 5 (18) августа 1905 года (практически во всех источниках указывается иная дата рождения — 8 (21) августа 1904) в Скопине Рязанской губернии, «из семьи торговца», русский.
В 1917 году окончил церковно-приходскую школу, трудился сельскохозяйственным рабочим и лесорубом.
В РККА вступил добровольно 15 сентября 1922 года. В 1923 году окончил 48-е пехотно-пулемётные курсы 10-х Владикавказских курсов, в 1926 году — Объединённую Кремлёвскую школу имени ВЦИК (кроме того, в 1929 году окончил 2 курса Вечернего рабочего университета). Затем — командир взвода полковой школы 65-го стрелкового полка (сентябрь 1926 — декабрь 1929 года), командир роты 36-го авиапарка в Северо-Кавказском военном округе (по июнь 1930 года), с февраля 1931 — командир роты 3-го стрелкового полка Московской Пролетарской дивизии, начальник штаба учебного батальона (по апрель 1932 года), командир батальона в той же дивизии (по июнь 1934 года, когда направлен учиться в академию).
В 1937 году окончил Военную академию РККА имени М. В. Фрунзе с дипломом 1 степени. Продолжил службу начальником штаба 30-й стрелковой дивизии (октябрь 1937 — апрель 1938 года), начальником оперативного отдела в штабе Харьковского военного округа (по август 1939 года).
С августа 1939 года комбриг Бирюзов — командир 132-й стрелковой дивизии в Харьковском военном округе, которую вывел в лучшие в округе по боевой подготовке.

### Великая Отечественная война
До начала и в первые месяцы Великой Отечественной войны — командир 132-й стрелковой дивизии (с августа 1939 по апрель 1942 года) в составе 13-й армии на Западном фронте. Участник Смоленского оборонительного сражения и битвы за Москву. В октябре 1941 года был ранен и несколько месяцев находился в госпитале, только числясь командиром дивизии. За мужество и героизм был награждён орденом Ленина.
Начальник штаба 48-й армии на Брянском фронте (с апреля по ноябрь 1942 года). В течение первого года войны получил 5 ранений, в том числе два тяжёлых.
С декабря 1942 по апрель 1943 года — начальник штаба 2-й гвардейской армии Сталинградского (впоследствии Южного) фронта.
С апреля 1943 года — начальник штаба Южного (с октября 1943 — 4-го Украинского) фронта, которым командовал Фёдор Толбухин. Основные сражения Бирюзова на этой должности: Донбасская операция, освобождение Крыма.
С мая 1944 года—начальник штаба 3-го Украинского фронта, которым командовал Ф. И. Толбухин (с 15 мая 1944 года). На этой должности Бирюзов принимал участие в разработке и проведении Ясско-Кишинёвской и Белградской наступательных операций.
С октября 1944 года — командующий 37-й армией (по май 1946 года), главный военный советник при Болгарской армии и заместителем председателя Союзной контрольной комиссии в Болгарии. Армия до конца войны находилась на территории Болгарии и боевых действий не вела.

### После Великой Отечественной войны
С мая 1946 года генерал-полковник Бирюзов занимал следующие посты: заместитель Главнокомандующего Сухопутными войсками по боевой подготовке (кратковременно), с июня 1946 года — заместитель Главнокомандующего Южной группой войск, с июня 1947 года — командующий войсками Приморского военного округа, с апреля 1953 года — первый заместитель командующего войсками Дальневосточного военного округа.
С июня 1953 — Главнокомандующий Центральной группой войск (Австрия и Венгрия), с мая 1954 года — первый заместитель Главнокомандующего Войсками ПВО страны.
Главнокомандующий войсками ПВО страны — заместитель министра обороны СССР (март 1955—1962). 1 февраля 1958 года присвоено звание Герой Советского Союза, с 1956 года кандидат, а с 1961 года член ЦК КПСС.
В апреле 1962 года переведён на пост Главнокомандующего ракетных войск стратегического назначения.
В марте 1963 года Бирюзов получил назначение на должность начальника Генерального штаба Вооружённых сил СССР — первого заместителя министра обороны СССР.
В это время, по утверждению Георгия Арбатова, Бирюзов был близок к группе Шелепина и был посвящён в планы смещения Хрущёва.
19 октября 1964 года начальник Генштаба маршал Бирюзов погиб в авиакатастрофе вблизи Белграда, на горе Авала, когда летел на празднование 20-летия освобождения Белграда от немецких оккупантов. С Бирюзовым погибли ещё 5 советских генералов. Иосип Броз Тито присвоил Бирюзову (участвовавшему в освобождении Югославии, а впоследствии там и погибшему) звание Народного героя Югославии посмертно. Его прах помещён в урне в Кремлёвской стене на Красной площади в Москве.

## Оценки деятельности
Маршал Пётр Кошевой писал, что Бирюзов — «очень требовательный начальник, но требовательность его всегда была в рамках устава и, если так можно сказать, человеческой справедливости. Многие считали его суровым и замкнутым. [Кошевой] этого не замечал. Его [Бирюзова] глубокий ум, стремление и умение смотреть в будущее отчётливо проявлялись в практической работе».

## Семья
Жена Юлия Ивановна Бирюзова.
Дочери Валентина Разумова-Бирюзова (род. 1931, историк), Ольга Зотова (род. 1935, филолог, преподаватель Военной академии имени М. В. Фрунзе). Сын Сергей Бирюзов (род. 1946).

## Воинские звания
- Полковник — присвоено 4 сентября 1938 г.;
- Комбриг — 4 ноября 1939 г.;
- Генерал-майор — 4 июня 1940 г.;
- Генерал-лейтенант — 30 августа 1943 г.;
- Генерал-полковник — 17 мая 1944 г.;
- Генерал армии — 3 августа 1953 г.;
- Маршал Советского Союза — 11 марта 1955 г.;

## Награды

### СССР
- медаль «Золотая Звезда» Героя Советского Союза № 10828 (1 февраля 1958)
- Пять орденов Ленина (27 марта 1942, 6 ноября 1947, 20 августа 1954, 1 февраля 1958, 20 августа 1964)
- Три ордена Красного Знамени (13 сентября 1944, 3 ноября 1944, 20 апреля 1953)
- Орден Суворова I степени (16 мая 1944)
- Орден Суворова II степени (31 марта 1943)
- Орден Кутузова I степени (17 сентября 1943)
- Орден Богдана Хмельницкого I степени (19 марта 1944)
- Советские медали

### Иностранные награды
- Народный герой Югославии (октябрь 1964, посмертно, Югославия)
- Орден Братства и единства 1-й степени (1946) (Югославия)
- Орден Партизанской звезды 1-й степени (1946) (Югославия)
- Звезда и знак ордена Святого Александра 1-го класса с мечами (1945) (Болгария)
- Звезда и знак ордена Святого Александра 1-го класса (1946) (Болгария)
- Орден Георгия Димитрова (1964) (Болгария)
- Медаль Болгарии[9]
- Орден Государственного флага (КНДР) 1-й степени (1948) (КНДР)
- Медаль «За освобождение Кореи» (1948) (КНДР)
- 2 Медали «Китайско-советской дружбы» (КНР), (1956)

### Почётные звания
- Почётный гражданин Белграда, Софии и Бургаса.

## Память
- В 1965 году в ознаменование 20-летия победы советского народа над фашистской Германией 6-я улица Октябрьского Поля Москвы переименована в улицу Маршала Бирюзова.
- На улице, носящей имя С. С. Бирюзова в Москве, установлен обелиск.
- 19 октября 2019 года в Донецке на ул. Бирюзова установили бюст маршалу.
- В честь С. С. Бирюзова также названы улицы в Белграде, Минске, Рязани, Новороссийске, Тюмени, Полтаве, Донецке, Судаке, Севастополе, Саратове, Караганде, Одинцово и Ряжске.
- Бюст Героя и мемориальная доска установлены в городе Скопин
- Имя Маршала Бирюзова носили:
  - Рижское высшее военно-политическое училище
  - Пионерская дружина Школы 147 г. Москвы
- С конца 1960-х годов имя Маршала Бирюзова («Maršala Birjuzova») носит Стара Космайска («Stara Kosmajska») улица в Белграде

- На месте гибели, на горе Авала близ Белграда, установлен Памятник советским ветеранам войны.
- В июле 1966 года со стапелей верфи Brodosplit в Югославии (сейчас в Хорватии) спущен танкер «Maršal Birjuzov» дедвейтом 20800 тонн, изготовленный по заказу внешнеэкономического объединения «Судоимпорт» (СССР)

## Сочинения
- Бирюзов С. С.  Когда гремели пушки. — М.: Воениздат, 1961.
- Бирюзов С. С. Советский солдат на Балканах. — М.: Воениздат, 1963.
- Бирюзов С.С. Суровые годы. — М.: Наука (издательство), 1966. — 560 с. — (Вторая мировая война в исследованиях, воспоминаниях, документах).
- Бирюзов С. С. Некоторые вопросы противовоздушной обороны во Второй мировой войне // Военно-исторический журнал. — 1961. — № 10. — С. 12—27.
- Бирюзов С. С. Военно-теоретическое наследство М. Н. Тухачевского // Военно-исторический журнал. — 1964. — № 2. — С. 37—49.
- Бирюзов С. С. Выдающаяся победа Советских вооружённых сил (К 20-летию Ясско-Кишиневской операции) // Военно-исторический журнал. — 1964. — № 8. — С. 3—14.